# Alan McLaren
Alan James McLaren (ur. 4 stycznia 1971 w Edynburgu) – piłkarz szkocki grający na pozycji środkowego obrońcy.

## Kariera klubowa
Karierę piłkarską McLaren rozpoczął w Heart of Midlothian F.C. z Edynburga. W 1987 roku awansował do kadry pierwszego zespołu i w sezonie 1987/1988 zadebiutował w jego barwach w Scottish Premier League. W 1988 roku został z "Sercami" wicemistrzem Szkocji, a drugą pozycję w Premier League zajął też w 1992 roku. W Hearts grał do jesieni 1994 roku i łącznie dla tego klubu rozegrał 182 mecze, w których zdobył 6 goli.
Następnie McLaren przeszedł do Rangers. Kosztował 2 miliony funtów, a do Hearts powrócił David McPherson. 30 października 1994 zadebiutował w barwach Rangersów w wygranym 3:1 wyjazdowym spotkaniu z Celtikiem. Z Rangersami sięgnął po trzy mistrzostwa kraju w latach 1995–1997. W 1996 roku zdobył z tym klubem Puchar Szkocji, a w 1997 - Puchar Ligi. Od 1997 roku do 1999 ani razu nie pojawił się na boisku i z powodu ciężkiej kontuzji zmuszony był zakończyć piłkarską karierę. Liczył sobie wówczas niespełna 28 lat.
2 marca 1999 rozegrano mecz na cześć McLarena. Rangers zremisowało 4:4 z Middlesbrough F.C., a Alan zdobył jedną z bramek.
| Sezon   | Klub                     | Kraj    | Rozgrywki      | Mecze | Bramki |
| ------- | ------------------------ | ------- | -------------- | ----- | ------ |
| 1987/88 | Heart of Midlothian F.C. | Szkocja | Premier League | 1     | 0      |
| 1988/89 | Heart of Midlothian F.C. | Szkocja | Premier League | 12    | 1      |
| 1989/90 | Heart of Midlothian F.C. | Szkocja | Premier League | 27    | 1      |
| 1990/91 | Heart of Midlothian F.C. | Szkocja | Premier League | 23    | 1      |
| 1991/92 | Heart of Midlothian F.C. | Szkocja | Premier League | 38    | 1      |
| 1992/93 | Heart of Midlothian F.C. | Szkocja | Premier League | 34    | 1      |
| 1993/94 | Heart of Midlothian F.C. | Szkocja | Premier League | 37    | 1      |
| 1994/95 | Heart of Midlothian F.C. | Szkocja | Premier League | 10    | 1      |
| 1994/95 | Rangers F.C.             | Szkocja | Premier League | 24    | 2      |
| 1995/96 | Rangers F.C.             | Szkocja | Premier League | 36    | 3      |
| 1996/97 | Rangers F.C.             | Szkocja | Premier League | 18    | 0      |

## Kariera reprezentacyjna
W reprezentacji Szkocji McLaren zadebiutował 17 maja 1992 roku w wygranym 1:0 towarzyskim meczu ze Stanami Zjednoczonymi. W tym samym roku selekcjoner Andy Roxburgh uwzględnił go w kadrze na Euro 92. Nie wystąpił jednak w żadnym spotkań tego turnieju. Ogółem do 1995 roku w kadrze Szkocji wystąpił 24 razy.